# Jamba flygplats
Jamba flygplats är en flygplats i Angola.   Den ligger i provinsen Huíla, i den centrala delen av landet, 700 kilometer söder om huvudstaden Luanda. Jamba flygplats ligger 1 497 meter över havet.
Terrängen runt Jamba flygplats är platt. Runt Jamba flygplats är det glesbefolkat, med 16 invånare per kvadratkilometer..
I omgivningarna runt Jamba flygplats växer huvudsakligen savannskog.